# Harlan (Indiana)
Harlan es un lugar designado por el censo ubicado en el condado de Allen en el estado estadounidense de Indiana. En el Censo de 2010 tenía una población de 1634 habitantes y una densidad poblacional de 203,25 personas por km².

## Geografía
Harlan se encuentra ubicado en las coordenadas 41°11′48″N 84°55′28″O / 41.19667, -84.92444. Según la Oficina del Censo de los Estados Unidos, Harlan tiene una superficie total de 8.04 km², de la cual 8.04 km² corresponden a tierra firme y (0%) 0 km² es agua.

## Demografía
Según el censo de 2010, había 1634 personas residiendo en Harlan. La densidad de población era de 203,25 hab./km². De los 1634 habitantes, Harlan estaba compuesto por el 97.37% blancos, el 0.43% eran afroamericanos, el 0.06% eran amerindios, el 0.12% eran asiáticos, el 0% eran isleños del Pacífico, el 0.49% eran de otras razas y el 1.53% pertenecían a dos o más razas. Del total de la población el 2.75% eran hispanos o latinos de cualquier raza.